# Ethan Allen
Ethan Allen (Litchfield, 21 januari 1738 - Burlington, 12 februari 1789) was een Amerikaans militielid, zakenman en schrijver. Hij was voor en tijdens de Amerikaanse Onafhankelijkheidsoorlog de leider van de militiegroep de Green Mountain Boys. Hij is bekend als een van de stichters van de staat Vermont, en door de verovering van Fort Ticonderoga aan het Champlainmeer in 1775. Hij was de broer van de politicus en zakenman Ira Allen.

## Biografie

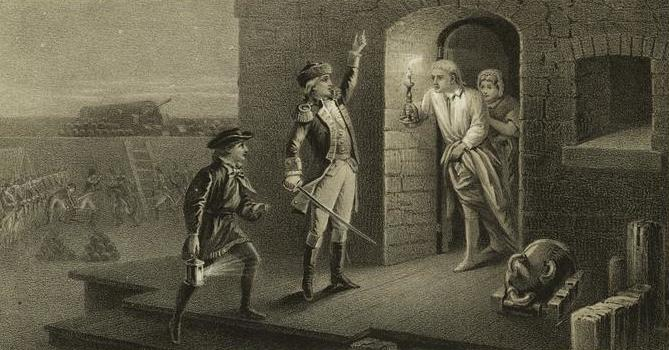
Ethan Allen eist de overgave van Fort Ticonderoga

Allen werd geboren in de koloniale provincie Connecticut. Hij was het oudste kind van Joseph Allen en dienst vrouw Mary Baker. De politicus en zakenman Ira Allen was zijn jongste broer. Hij groeide op aan de frontier, en kreeg onderwijs van de plaatselijke dominee.
In 1757 nam hij als vrijwilliger dienst bij de militie tijdens de Franse en Indiaanse Oorlog maar nam niet deel aan gevechten. Aan het eind van de jaren 1760 raakte hij geïnteresseerd in de New Hampshire Grants: de mogelijkheid om in het gebied tussen de Connecticut en het Champlainmeer (het grondgebied van de latere staat Vermont) land-concessies te krijgen. Hij kocht daar land en raakte verwikkeld in de juridische geschillen rond dit gebied dat zowel door de koloniale provincie New Hampshire als de provincie New York werd geclaimd. Dit leidde tot de vorming van de militiegroep de Green Mountain Boys. Allen was de aanvoerder van deze groep die door een campagne van intimidatie en vernieling New Yorkse kolonisten uit de Grants wilde verdrijven.
Allen en de Green Mountain Boys waren al vroeg actief in de Onafhankelijkheidsoorlog. Ze veroverden in mei 1775 Fort Ticonderoga aan de zuidelijke oever van het Champlainmeer. In september 1775 leidde Allen een mislukte aanval op Montreal; hij werd door de Britten gevangengenomen. Hij werd overgebracht naar een gevangenis in Engeland, maar door de Britse autoriteiten al snel weer teruggebracht naar Amerika. Uiteindelijk werd hij in 1778 vrijgelaten tijdens een gevangenenruil.
Na zijn vrijlating keerde Allen terug naar de New Hampshire Grants die zich in 1777 onafhankelijk hadden verklaard als de Republiek Vermont. Hij hervatte zijn politieke activiteiten en bleef zich verzetten tegen de pogingen van de staat New York om controle over het gebied te krijgen. Hij was onder andere betrokken bij de uitvoering van een wet die het de Republiek Vermont mogelijk maakte om het bezit van loyalisten te confisqueren. Allen lobbyde bij het Congres voor de officiële erkenning van Vermont als staat. Hij nam tegelijkertijd met zijn broer Ira ook deel aan omstreden onderhandelingen met de Britten over de mogelijkheid dat Vermont een aparte Britse provincie zou worden.
Na de Onafhankelijkheidsoorlog verminderde Allens politieke invloed. Hij was een succesvol landbouwer, ondernemer en grondspeculant, maar raakte tegen het eind van zijn leven in financiële moeilijkheden.

## Publicaties

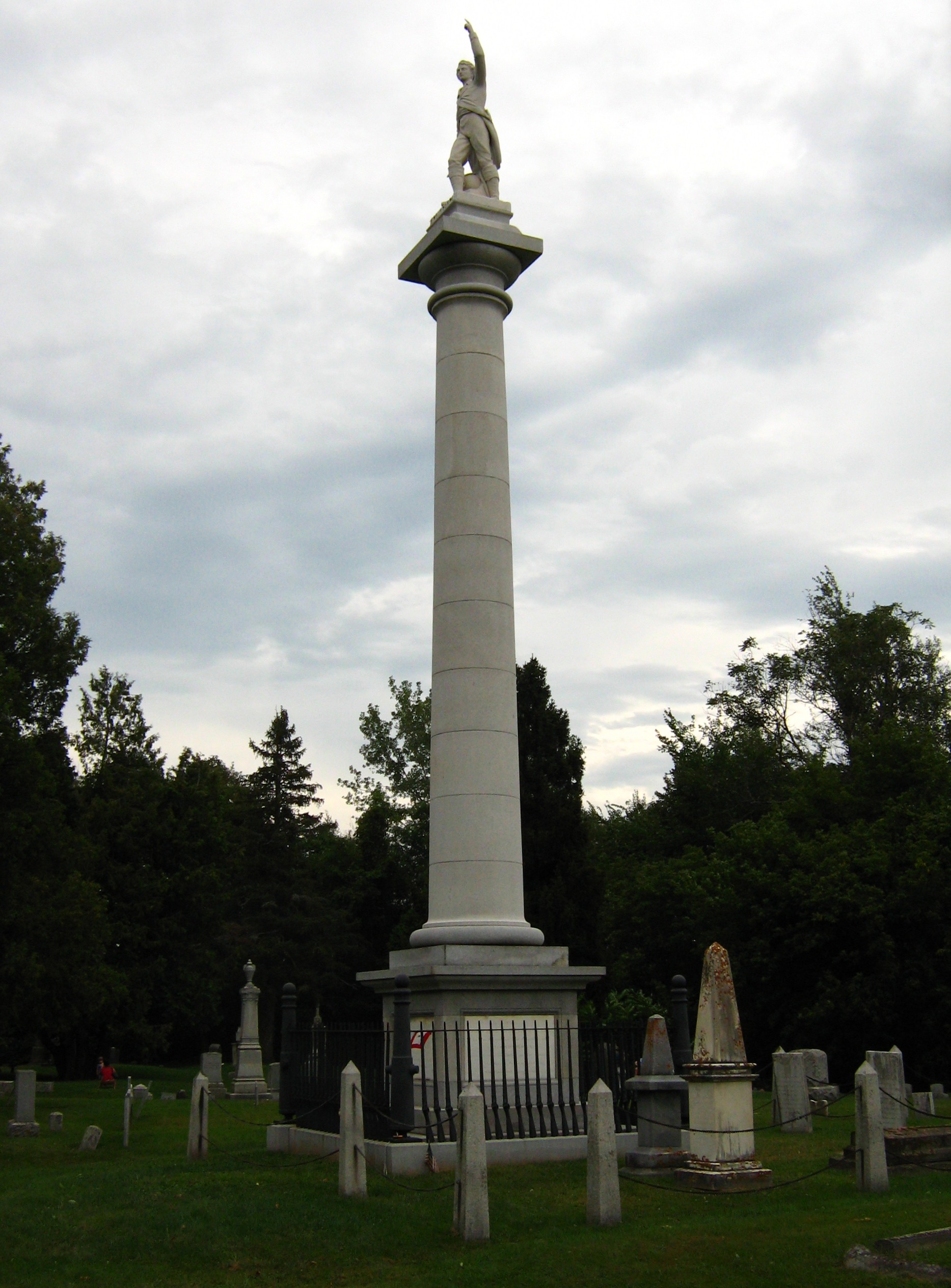
Monument voor Ethan Allen op de begraafplaats in Burlington

In 1785 publiceerde Allen Reason: the Only Oracle of Man, een aanval op de bijbel, de gevestigde kerken en de macht van het priesterschap met deïstische en transcendentalistische elementen. Een eerste manuscript van dit boek had hij al voor 1765 geschreven met de bevriende arts Thomas Young. In zijn laatste jaren schreef hij een vervolg: An Essay on the Universal Plenitude of Being, dat pas lang na zijn dood werd gepubliceerd. Eerder had hij al een verslag geschreven van zijn belevenissen tijdens de Onafhankelijkheidsoorlog, en politieke verhandelingen:
- A brief narrative of the proceedings of the government of New York. 1774.
- Vindication of the Opposition of Vermont to the Government of New York. 1779
- A Narrative of Colonel Ethan Allen's Captivity. 1779
- Reason, the Only Oracle of Man: Or, A Compendious System of Natural Religion. 1785.
- An Essay on the Universal Plenitude of Being.